# Gunnel Fred
Gunnel Elisabet Fred, född 29 augusti 1955 i Årsta i Stockholm, är en svensk skådespelare, känd bland annat som medlem i Lorrygänget.

## Biografi
Gunnel Fred är uppvuxen i en musikalisk familj i Fruängen och efter gymnasiestudierna på Södra Latin började hon vid Teaterstudion. Där såg hon och svarade på en annons i vilken man sökte en flicka till provfilming och detta resulterade i huvudrollen i Lars Lennart Forsbergs tv-film På palmblad och rosor (1976). Hon blev mycket uppmärksammad för sitt rollporträtt och fick direkt flera filmanbud: Hemåt i natten (1977)  och Jack (1977). Hon upplevde dock sina insatser i dessa filmer som otillräckliga och blev trött på att bara spela vacker flicka. Därför arbetade hon en period inom sjukvården innan skådespeleriet åter lockade och hon utbildade sig vid Scenskolan i Stockholm 1979-1982. Efter examen kom Gunnel Fred till Stockholms stadsteater och hörde under några år på 1980-talet till tv-teaterensemblen, med större roller i t.ex. Fläskfarmen (1986), Prästkappan (1986) och Kråsnålen (1988), samt senare Riksteatern.
Från 1990 är hon engagerad vid Dramaten. Efter den första fasen i karriären har rollerna blivit mer varierade, från tragik och tungt drama på nationalscenen, som kärnkrafttekniker i tv-filmen Med en helvetes kraft (1991) och medicinsk forskare i OP7 (1999), till medverkan i mer komiska sammanhang i samma medium som t.ex. Lorry (1992) och senast som bimbo i serien På gränsen (2000).
Gunnel Fred är dotter till Missionsförbunds-pastorn och skolledaren Stig Fred och Mabel Bergh (1927-2015). Hon har fyra syskon, däribland dirigenten Stefan Fred. Hon har varit gift med skådespelaren Stefan Ekman och de har dottern Hanna (född 1978). Senare var hon sambo med skådespelaren och regissören Peter Dalle med vilken hon fick dottern Eira (född 1995).

## Filmografi (i urval)
- 1976 – På palmblad och rosor
- 1977 – Hemåt i natten
- 1977 – Jack
- 1978 – Mannen i skuggan
- 1980 – Sinkadus (TV-serie)
- 1983 – Iors födelsedag (röst)
- 1984 – Åke och hans värld
- 1986 – Fläskfarmen
- 1986 – Sammansvärjningen (TV-serie)
- 1986 – Prästkappan (TV-serie)
- 1986 – Femte generationen (TV-serie)
- 1986 – Kunglig toilette
- 1986 – Ester – om John Bauers hustru
- 1987 – En film om kärlek
- 1987 – Daghemmet Lyckan (TV-serie)
- 1987 – Lysande landning (TV-serie)
- 1988 – Strul
- 1988 – Stoft och skugga (TV-serie)
- 1988 – Landet för längesedan (röst)
- 1988 – Kråsnålen (TV-serie)
- 1988 – Dårfinkar & dönickar (TV-serie)
- 1989 – Lady och Lufsen (röst)
- 1989 – Hassel – Slavhandlarna
- 1989 – Änglahund (röst)
- 1990 – S*M*A*S*H (TV-serie)
- 1990 – Destination Nordsjön (TV-serie)
- 1991 – Underjordens hemlighet
- 1991 – Med en helvetes kraft
- 1992–1993 – Lorry (TV-serie)
- 1992 – Svart Lucia
- 1993 – Snoken (TV-serie)
- 1993 – Drömkåken
- 1994 – Yrrol
- 1994 – Svensson, Svensson (TV-serie)
- 1995 – 30:e november
- 1996 – Enskilda samtal
- 1997 – Persons parfymeri (TV-serie)
- 1997 – Larmar och gör sig till
- 1999 – OP7 (TV-serie)
- 1999 – Toy Story 2 (röst)
- 2000 – På gränsen (TV-serie)
- 2003 – Detaljer
- 2003 – Saraband
- 2006 – En fråga om liv och död (TV-serie)
- 2006 – Myrmobbaren (röst)
- 2007 – Nina Frisk
- 2008 – Oskyldigt dömd (TV-serie)
- 2010 – Toy Story 3 (röst)
- 2010 – Den fördömde (TV-serie)
- 2013 – Faro
- 2014 – Draktränaren 2 (röst)
- 2015 – Blå ögon (TV-serie)
- 2015 – Bron (TV-serie)
- 2017 – Stjärnorna på slottet (TV-serie)
- 2017 – Saltön (TV-serie)
- 2017 – Gåsmamman (TV-serie)
- 2019 – Midsommar
- 2021 – En hederlig jul med Knyckertz (TV-serie)
- 2022 – Diorama

## Teater

### Roller (ej komplett)
| År   | Roll                                                         | Produktion                                                                                  | Regi                          | Teater                                        |
| ---- | ------------------------------------------------------------ | ------------------------------------------------------------------------------------------- | ----------------------------- | --------------------------------------------- |
| 1982 | Dunja                                                        | Brott och straff (Преступление и наказание, Prestuplenije i nakazanije) Fjodor Dostojevskij | Jan Håkanson                  | Stockholms stadsteater                        |
| 1988 | Madame de Tourvel                                            | Farliga förbindelser (Les Liaisons dangereuses) Christopher Hampton                         | Brigitte Ornstein             | Dramaten                                      |
| 1989 | Elise                                                        | Den girige (L'Avare ou l'École du mensonge) Molière                                         | Wilhelm Carlsson              | Dramaten                                      |
| 1990 | Hippolyta, amazinernas drottning Titania, alfernas drottning | En midsommarnattsdröm (A Midsummer Night's Dream) William Shakespeare                       | Wilhelm Carlsson              | Dramaten                                      |
| 1990 | Medverkande                                                  | Lorry, revy Peter Dalle                                                                     | Kjell Sundvall                | Restaurang Tyrol                              |
| 1991 | Hilde Gubbens dotter Hilde Böjgen Asra Ole, i tredje delen   | Peer Gynt Henrik Ibsen                                                                      | Ingmar Bergman                | Dramaten                                      |
| 1991 | Fru Capulet                                                  | Romeo och Julia (The Tragedy of Romeo and Juliet) William Shakespeare                       | Peter Langdal                 | Dramaten                                      |
| 1993 | Cellisten                                                    | Lika för lika (Measure for Measure) William Shakespeare                                     | Lennart Hjulström             | Dramaten                                      |
| 1997 | Varja                                                        | Körsbärsträdgården (Вишнёвый сад eller Visjnjovyj sad) Anton Tjechov                        | Peter Langdal                 | Dramaten                                      |
| 1997 | Lydia Lubey                                                  | Alla mina söner (All my sons) Arthur Miller                                                 | Björn Melander                | Dramaten                                      |
| 1999 | Masja                                                        | Tre systrar (Три сeстры, Tri sestry) Anton Tjechov                                          | Staffan Valdemar Holm         | Dramaten                                      |
| 2001 | Marthe, Maries syster, Adrians andra hustru                  | Tillbaka till öknen (Le Retour au désert) Bernard-Marie Koltès                              | Staffan Valdemar Holm         | Dramaten                                      |
| 2006 | Gronja                                                       | Lögn i helvete (The Lying Kind) Anthony Neilson                                             | Lars Amble                    | Vasateatern, senare flyttad till Chinateatern |
| 2006 | Doktor Ruth Cooper                                           | Valerie Jean Solanas ska bli president i Amerika Sara Stridsberg                            | Klaus Hoffmeyer               | Dramaten                                      |
| 2012 | Översten                                                     | Spöksonaten August Strindberg                                                               | Mats Ek                       | Dramaten                                      |
| 2012 | Fru Merritt                                                  | Spoon river Edgar Lee Masters                                                               | Benoît Malmberg               | Dramaten                                      |
| 2016 |                                                              | Att göra en Tartuffe Dennis Magnusson                                                       | Dennis Sandin                 | Uppsala stadsteater                           |
| 2016 | Zinaida                                                      | Ivanov (Иванов, Ivanov) Anton Tjechov                                                       | Alexander Mørk-Eidem          | Dramaten                                      |
| 2017 | Medverkande                                                  | Filifjonkan som trodde på katastrofer Tove Jansson                                          | Ada Berger Agneta von Hofsten | Dramaten                                      |
| 2017 | Sköterskan Charlida Bedaga                                   | Molnens bröder Barbro Lindgren                                                              | Lars Rudolfsson               | Dramaten                                      |
| 2018 | Modern                                                       | Budskapet till Maria (L'annonce faite à Marie) Paul Claudel                                 | Wilhelm Carlsson              | Dramaten                                      |
| 2019 | Firmin Lantery                                               | Förlovningen (Un fil à la patte) Georges Feydeau                                            | Ellen Lamm                    | Dramaten                                      |
| 2020 |                                                              | Den sårade divan Emma Broström och Kajsa Isakson                                            | Kajsa Isakson                 | Dramaten                                      |
| 2020 | Anita                                                        | Maj Kristina Sandberg                                                                       | Ellen Lamm                    | Dramaten                                      |
| 2021 |                                                              | Den yttersta minuten Mattias Andersson                                                      | Mattias Andersson             | Dramaten                                      |
| 2021 | Anita                                                        | Maj Kristina Sandberg                                                                       | Ellen Lamm                    | Dramaten                                      |
| 2021 | Herakles                                                     | Alkestis (Ἄλκηστις, Alkēstis) Euripides                                                     | Elli Papakonstantinou         | Dramaten                                      |
| 2022 |                                                              | Brott och straff (Преступление и наказание, Prestuplenije i nakazanije) Fjodor Dostojevskij | Oliver Frljić                 | Dramaten                                      |

## Radioteater

### Roller
| År   | Roll           | Produktion                            | Regi        |
| ---- | -------------- | ------------------------------------- | ----------- |
| 2004 | Fröken Jansson | Ture Sventon i öknen Åke Holmberg     | Hans Klinga |
| 2006 | Fröken Jansson | Ture Sventon i Stockholm Åke Holmberg | Hans Klinga |

## Inläsning av ljudböcker
- 2006 – Svindlande höjder